# Mojuszewska Huta
Mojuszewska Huta (dodatkowa nazwa w j. kaszub. Mòjszewskô Hëta) – wieś kaszubska w Polsce, położona w województwie pomorskim, w powiecie kartuskim, w gminie Sierakowice, na Pojezierzu Kaszubskim, na obszarze Kaszubskiego Parku Krajobrazowego. Wieś jest częścią składową sołectwa Mojusz.
| SIMC    | Nazwa     | Rodzaj    |
| ------- | --------- | --------- |
| 0171173 | Poljańska | część wsi |

Na obrzeżach wsi znajduje się rezerwat torfowiskowo-leśny Żurawie Chrusty (utworzony w 1990 r., pow. 21,84 ha), ze stanowiskami licznych gatunków roślin (m.in. rosiczka, widłak) podlegających ochronie. Jest to również miejsce odpoczynku i żerowania ptaków błotnych i wodnych (m.in. ostoja żurawia). Własna kaszubska wymiana spółgłoskowa ł : j np. łapucha // japucha
W latach 1975–1998 miejscowość administracyjnie należała do województwa gdańskiego.
Warianty nazewnicze Mojuszewskiej Huty:
- 1773 Mojuchewska Hutta, 1789 Moiuschewskahutta, 1820 Mojuszewska Hutta, 1865 Moiszerhütte, 1873 Moiszewskahutta, 1883 Moischerhüte, 1942 – podczas okupacji niemieckiej nazwa Mojuszewska Huta została przez nazistowskich propagandystów niemieckich, w ramach szerokiej akcji odkaszubiania i odpolszczania nazw niemieckiego lebensraumu – zweryfikowana jako zbyt kaszubska i przemianowana na bardziej niemiecką – Mooswalderhütte (niemiecka nazwa nazistowska).